# Табори (Звягельський район)
Табори́ (в давнину інколи Табури) — село в Україні, у Баранівській міській територіальній громаді Звягельського району Житомирської області. Населення становить 438 осіб (2001).

## Географія
Селом протікає річка Видолоч.

## Історія
У 1906 році — село Баранівської волості Новоград-Волинського повіту  Волинської губернії. Відстань від повітового міста 41 верста, від волості 6. Дворів 53, мешканців 426.
У 1925—54 роках — адміністративний центр колишньої Таборівської сільської ради Баранівського району.
27 липня 2016 року село увійшло до складу новоствореної Баранівської міської територіальної громади Баранівського району Житомирської області. Від 19 липня 2020 року, разом з громадою, в складі новоствореного Новоград-Волинського (згодом — Звягельський) району Житомирської області.

## Населення

### Мова
Розподіл населення за рідною мовою за даними перепису 2001 року:
| Мова       | Відсоток |
| ---------- | -------- |
| українська | 98,86%   |
| російська  | 1,14%    |

## Відомі люди
- Вишневський Іван Миколайович (1938-2017) — вчений у галузі ядерної фізики та енергетики, академік Національної академії наук України
- Цимбалюк Микола Іванович (* 1954) — журналіст, громадський діяч, головний редактор газети «Рада».